# Sakaina japonica
Sakaina japonica is een krabbensoort uit de familie van de Pinnotheridae. De wetenschappelijke naam van de soort is voor het eerst geldig gepubliceerd in 1964 door Serène.